# Fathom
Pour les articles homonymes, voir Fathom (homonymie).
Fathom est une série de comics créée en 1998 par Michael Turner. Elle est publiée originellement par Top Cow, avant que Michael Turner ne quitte cette société pour fonder sa propre maison d'édition, Aspen Comics, chez qui la série est maintenant publiée.

## Description

### Synopsis
Après avoir disparu en mer pendant dix ans, le bateau Le Paradise rentre au port. À son bord, se trouve Aspen, une mystérieuse enfant recueillie en haute mer par l'équipage. Adoptée par le capitaine Matthews, Aspen devient biologiste marine. C'est quand elle part pour son premier poste en mer qu'elle découvre sa vrai nature. Elle n'est pas une simple humaine...

### Chronologie des histoires
Les dates s'inscrivent dans la chronologie diégétique et non dans le calendrier de publication.
1952
- La Rage de Killian[3]
- Le Vaisseau de Killian[3]

1970
- Kisela[4]

1984
- Flash-back[5]

1988
- Tombée à l'eau[4]

1995
- Emergence[5]
- Soleil bleu[4]

1996
- Le Spelunker[6]
- Un jour, j'ai chopé un calmar gros comme ça ![7]

1997
- Le Destin de Taras[6]

2000
- À l'aube de la guerre[8]
- Guerre millénaire[9]
- Illumination[10]
- Ultime limite[7]
- Bleu[7]
- Maelstrom[11]

### Principaux personnages
Dans Fathom, on peut lire les pensées des personnages. Pour différencier les pensées de chacun, Michael Turner leur a attribué un code de couleur différent pour la police (a), le fond (b) et le cadre (c).

#### Les Humains
- Secrétaire à la marine Mitchell  [a) écriture blanche b) fond rouge sombre c) entouré de bleu]
Secrétaire à la Marine des États-Unis, chef civil du département de la Marine.

- Amiral Maylander [a) écriture blanche b) fond marron sombre c) entouré de blanc]
Amiral de l'US Navy. Responsable de la lutte contre les Bleus.

- Amiral Brown [a) écriture blanche b) fond bleu foncé c) entouré de crème]
Amiral de l'US Navy conseiller de la Secrétaire Mitchell.

- Capitaine Chris Calloway [a) écriture blanche b) fond gris c) entouré de bleu-gris]
Frère ainé de Chance. Officier des services secrets de l'US Navy.

- Lieutenant Chance Calloway [a) écriture blanche b) fond kaki c) entouré de jaune]
Ami d'Aspen Matthews. Pilote dans l'US Navy.

- Anderson [a) écriture blanche b) fond marron foncé c) entouré de gris sombre]
Leader des Tiger Sharks, un groupe de mercenaires engagés par Maylander.

- Tyler Kincaid [a) écriture blanche b) fond kaki c) entouré de marron]
Colocataire d'Aspen. Journaliste TV pour Témoin visuel.

- Capitaine Baha [a) écriture blanche b) fond vert foncé c) entouré de vert clair]
Vieux marin farfelu.

#### Les Bleus
- Anya Galacia [a) écriture blanche b) fond rouge sombre c) entouré d'orange]
Fille du conseiller Galacia et compagne de Killian.

- Aspen Matthews [a) écriture blanche b) fond bleu clair c) entouré de bleu foncé]
Héroïne de la série. Fille d'un Ténébreux et d'une Bleue, elle a été adoptée par le capitaine Matthews après l'assassinat de sa mère.

- Brande [a) écriture blanche b) fond gris c) entouré de vert pastel]
Membre du service de sécurité des bleus. Garde du corps de Casque. Ami de Kiani et Siphon.

- Cannon Hawke [a) écriture blanche b) fond rouge sombre c) entouré de rouge]
Commandant en chef du service de sécurité des bleus. Sur terre, il dirige un cabinet de consultants de relations entre les États-Unis et le Japon.

- Fin [a) écriture blanche b) fond bleu c) entouré de bleu marine]
Frère d'Aspen. Il est devenu un être entièrement constitué d'eau.

- Galacia [a) écriture blanche b) fond marron sombre c) entouré de blanc]
Ancien membre du conseil des bleus. Mentor de Killian.

- Kiani [a) écriture blanche b) fond violet c) entouré de rose]
Membre du service de sécurité des bleus. Orpheline après la destruction de la ville de Marielle par les hommes. Protégée de Casque.

- Killian Bra'nache [a) écriture blanche b) fond rouge sombre c) entouré de marron]
Neveu du conseiller Bra'nache. Veut punir les humains pour le meurtre de ses parents.

- Marquese [a) écriture blanche vert-jaune b) fond vert-jaune c) entouré de vert pale]
Membre du conseil des bleus, responsable de la force spéciale de renseignement. Tué par Casque.

- Sear Bra'nache [a) écriture blanche b) fond noir c) entouré de blanc]
Frère aîné de Killian. Dénonce son frère aux autorités et est tué par ce dernier.

- Siphon [a) écriture bleu clair b) fond bleu foncé c) entouré de bleu clair]
Membre du service de sécurité des bleus. Garde du corps de Casque. Ami de Kiani. Il succède à son père Kinzin au sein du conseil des bleus.

- Thalassar [a) écriture blanche b) fond gris c) entouré de violet]
Chancelier de la ville de Saba. Ami de Cannon Hawke.

- Professeur Tosk [a) écriture blanche b) fond vert olive c) cerclé et vert]
Bibliothécaire de la cité de Saba.

#### Les Bleus arctiques
- Taras [a) écriture blanche b) fond bleu sombre c) entouré de vert olive]
Lieutenant de Killian. Tué par Cannon Hawke, il fusionne son esprit avec celui de Cannon.

#### Les Ténébreux
- Casque [a) écriture bleue b) fond noir c) entouré de gris]
Membre du conseil des bleus, responsable du service de sécurité. Il est en fait un Ténébreux à la solde de Rahger.

## Publications en français
La série Fathom a tout d'abord été publiée en kiosques par Semic dans une revue homonyme de 1999 à 2002, tandis que les Éditions USA (une filiale de Semic) publiaient des albums en librairie de 2000 à 2002.
Après plusieurs années de vaches maigres, dues notamment au conflit entre Michael Turner et ses anciens employeurs de chez Top Cow, la série revient en France en 2005. Cette fois, elle est publiée par les éditions Delcourt dans la revue Aspen Comics (aux côtés de la série Soulfire). En 2006, Delcourt recommence à publier Fathom en albums. En 2007, Michael Turner tombe gravement malade. Cela entraîne une forte diminution des parutions d'Aspen Comics ; début 2008, n'ayant plus d'histoire à éditer, Delcourt décide d'arrêter la publication du magazine Aspen Comics. Après le décès de Michael Turner en juin 2008, ses collaborateurs poursuivent son œuvre et relancent la série Fathom. Fin 2008, Delcourt lance parallèlement Fathom origines, qui réédite les débuts de la première série, précédemment éditée par les Éditions USA.

### Dans des périodiques

#### Semic
Fathom
- 0. Avril 2000 : Fathom Preview (comic distribué avec Ekllipse n°3)
- 1. Février 1999 : Fathom vol.1 #1-3
- 2. Juillet 1999 : Fathom vol.1 #4-5
- 3. Octobre 1999 : Fathom vol.1 #6-7
- 4. Janvier 2000 : Fathom vol.1 #8-9
- 5. Juin 2000 : Fathom vol.1 #10-11
- 6. Mars 2001 : Fathom vol.1 #0 et Fathom: Swimsuit Special 2000
- 7. Novembre 2001 : Fathom vol.1 #12 et Killian's Tide #1
- 8. Avril 2002 : Fathom vol.1 #13 et Killian's Tide #2
- 9. Juillet 2002 : Fathom vol.1 #14 et Killian's Tide #3
- 10. Avril 2003 : Fathom vol.1 #½ et Killian's Tide #4

Collection Image
- 11. Février 2000 : Fathom: Swimsuit Special 1999

Top Cow universe
- 6. Février 2003 : Crossover Tour Book 2000 (livre de croquis)

#### Delcourt
Aspen Comics
- 1. Avril 2005 : Aspen: The Extended Edition (From the Depths They Rise)
- 2. Juin 2005 : Dawn of War: Beginning, Dawn of War #0 et Cannon Hawke Beginning
- 3. Août 2005 : Dawn of War #1 et Cannon Hawke #0
- 4. Octobre 2005 : Dawn of War #2
- 5. Décembre 2005 : Dawn of War Cannon Hawke Special
- 6. Février 2006 : Dawn of War #3
- 7. Avril 2006 : Fathom vol.2 #0 et Fathom Beginning
- 8. Juin 2006 : Fathom Prelude, Aspen Season: Kisela et Aspen Season: Cannon Hawke
- 9. Août 2006 : Fathom vol.2 #1, Cannon Hawke Prelude et Aspen Season: Kiani
- 10. Octobre 2006 : Fathom vol.2 #2, Aspen Season: Baha et Cannon Hawke #1
- 11. Décembre 2006 : Fathom vol.2 #3 et Cannon Hawke #2
- HS. Janvier 2007 : Aspen: Splash 2006 Swimsuit  et Aspen Season: Blue
- 12. Février 2007 : Fathom vol.2 #4 et Cannon Hawke #3
- 13. Avril 2007 : Fathom vol.2 #5-6 et Cannon Hawke #4
- 14. Juin 2007 : Fathom vol.2 #7-8 et Cannon Hawke #5
- 15. Août 2007 : Fathom vol.2 #9-10
- 16. Novembre 2007 : Fathom vol.2 #11 et Kiani #0
- 17. Février 2008 : Kiani #1 et Kiani #2
- 18. Mai 2008 : Kiani #3 et Kiani #4

### En albums

#### Éditions USA
- Fathom 1 (Fathom vol.1 #0-2), mars 2000, Éditions USA,  (ISBN 2-911033-80-9) ;
- Fathom 2 (Fathom vol.1 #3-5), février 2001, Éditions USA,  (ISBN 2-911033-89-2) ;
- Fathom 3 (Fathom vol.1 #6-8), novembre 2001, Éditions USA,  (ISBN 2-914409-13-3) ;
- Fathom 4 (Fathom vol.1 #9-11), janvier 2002, Éditions USA,  (ISBN 2-911033-75-2) ;
- Fathom 5 (Fathom vol.1 #12-14), mai 2003, Éditions USA,  (ISBN 2-914409-27-3).

#### Delcourt
Série Fathom origines
- Fathom origines 1 - La Rage de Killian (Killian's Tide #1-4 et Killian's Vessel), 3 décembre 2008, Contrebande, Delcourt,  (ISBN 978-2-7560-1340-4) ;
- Fathom origines 2 - Émergence (Fathom Preview, Fathom vol.1 #0-5 et Fathom Beginning), 20 mai 2009, Contrebande, Delcourt,  (ISBN 978-2-7560-0957-5) ;
- Fathom origines 3 - Soleil bleu (Fathom vol.1 #6-9, Aspen Season Fall 2005: Kisela et Fathom Prelude), 19 août 2009, Contrebande, Delcourt,  (ISBN 978-2-7560-1299-5) ;
- Fathom origines 4 - Le Destin de Taras (Fathom vol.1 #10-14), 2 décembre 2009, Contrebande, Delcourt,  (ISBN 978-2-7560-1916-1) ;

Série Fathom
- Fathom 1 - À l'aube de la guerre (The Extented Edition, Dawn of War: Beginning et Dawn of War #0-1), 30 juin 2006, Contrebande, Delcourt,  (ISBN 978-2-7560-0097-8) ;
- Fathom 2 - Guerre millénaire (Dawn of War #2-3, Dawn of War Cannon Hawke Special [pages 14 à 22] et Fathom vol.2 #0-1), 3 janvier 2007, Contrebande, Delcourt,  (ISBN 978-2-7560-0742-7) ;
- Fathom 3 - Illumination (Fathom vol.2 #2-7), 7 juillet 2010, Contrebande, Delcourt,  (ISBN 978-2-7560-2115-7) ;
- Fathom 4 - Ultime limite (Fathom vol.2 #8-11, Aspen Seasons Summer 2006: Blue et Aspen Seasons Spring 2005: Baha), 29 juin 2011, Contrebande, Delcourt,  (ISBN 978-2-7560-2311-3) ;
- Fathom 5 - Maelström (Fathom vol.3 #0-4 et Fathom Primer), 4 juillet 2012, Contrebande, Delcourt,  (ISBN 978-2-7560-2557-5).

## Postérité

### Réception
- Le site bdtheque confère à la série Fathom Origines une note moyenne de 2,83 sur une échelle de 5[12].
- Le site bdtheque confère à la série Fathom une note moyenne de 3 sur une échelle de 5[13].

### Adaptation au cinéma
Le 3 mars 2009 Variety Magazine annonce qu'une adaptation cinématographique de Fathom est en cours de développement par Fox Atomic, avec Megan Fox dans le rôle d'Aspen Matthews. Finalement, le film n'a jamais été mis en production.